# Auboué
Auboué est une commune française située dans le département de Meurthe-et-Moselle en région Grand Est. Elle appartient à l'unité urbaine de Jœuf.

## Géographie
Cette commune fut un village-frontière avec l'Allemagne entre 1871 et 1918.
|            | Moutiers | Homécourt                       |
| Valleroy   | Auboué   |                                 |
| Moineville |          | Sainte-Marie-aux-Chênes Moselle |

### Hydrographie

#### Réseau hydrographique
La commune est dans le bassin versant du Rhin au sein du bassin Rhin-Meuse. Elle est drainée par le ruisseau de Ste-Marie, le ruisseau le Woigot et l'Orne,.
Le Woigot, d'une longueur de 21 km, prend sa source dans la commune de Mont-Bonvillers et se jette  dans l'Orne sur la commune, après avoir traversé sept communes. Les caractéristiques hydrologiques du Woigot sont données par la station hydrologique située sur la commune de Val de Briey. Le débit moyen mensuel est de 1,27 m3/s. Le débit moyen journalier maximum est de 22 m3/s, atteint lors de la crue du 21 décembre 1993. Le débit instantané maximal est quant à lui de 56,2 m3/s, atteint le même jour.

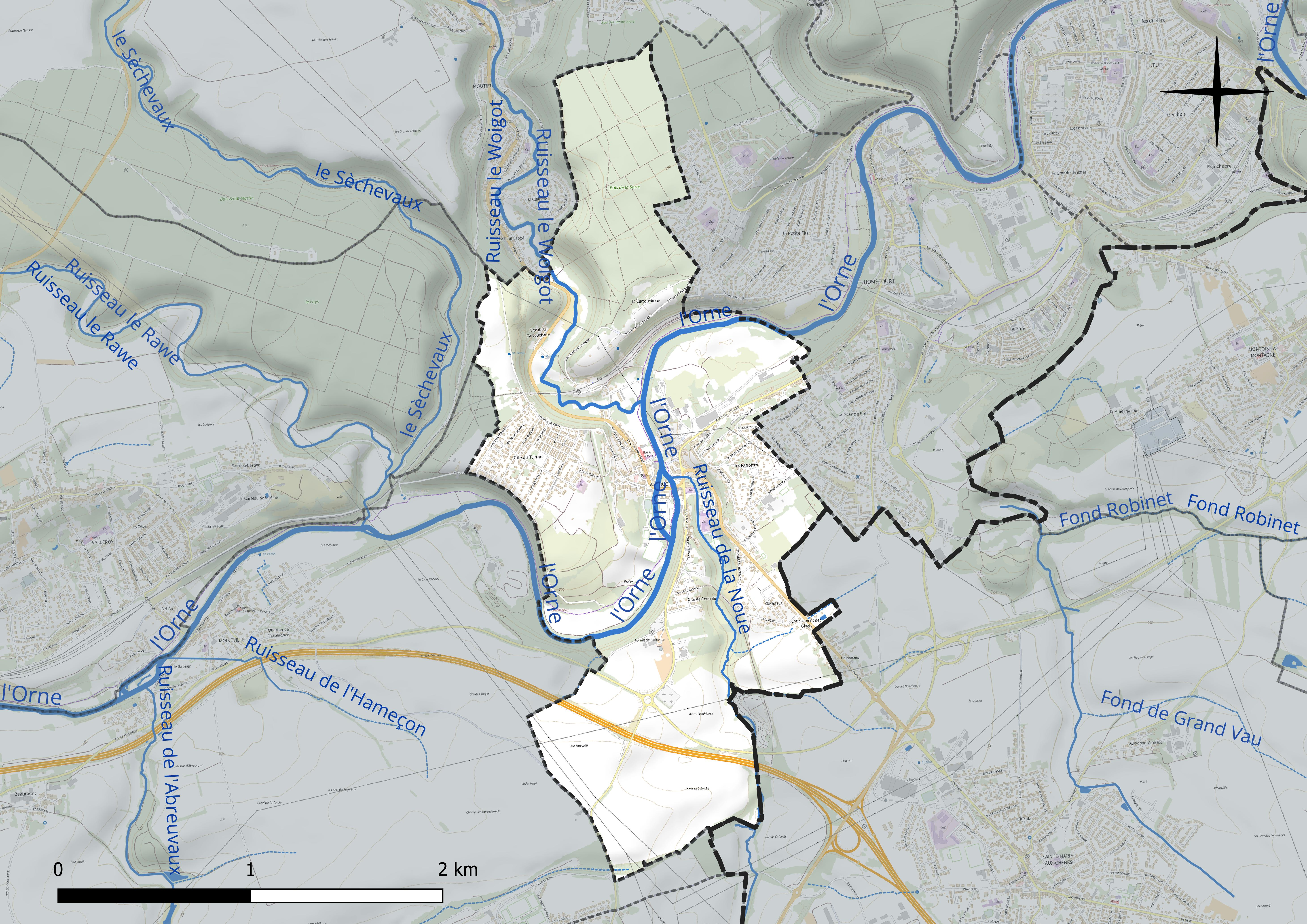
Réseau hydrographique d'Auboué.

L'Orne, d'une longueur de 86 km, prend sa source dans la commune de Ornes et se jette  dans la Moselle à Richemont, après avoir traversé 25 communes.

#### Gestion et qualité des eaux
Le territoire communal est couvert par le schéma d'aménagement et de gestion des eaux (SAGE) « Bassin ferrifère ». Ce document de planification concerne le périmètre des anciennes galeries des mines de fer, des aquifères et des bassins versants hydrographiques associés qui s’étend sur 2 418 km2. Les bassins versants concernés sont celui de la Chiers en amont de la confluence avec l'Othain, et ses affluents (la Crusnes, la Pienne, l'Othain), celui de l'Orne et ses affluents et celui de la Fensch, le Veymerange, la Kiesel et les parties françaises du bassin versant de l'Alzette et de ses affluents (Kaylbach, ruisseau de Volmerange). Il a été approuvé le 27 mars 2015. La structure porteuse de l'élaboration et de la mise en œuvre est la région Grand Est.
La qualité des cours d’eau peut être consultée sur un site dédié géré par les agences de l’eau et l’Agence française pour la biodiversité.

### Climat
Pour des articles plus généraux, voir Climat du Grand Est et Climat de Meurthe-et-Moselle.
En 2010, le climat de la commune est de type climat des marges montargnardes, selon une étude du Centre national de la recherche scientifique s'appuyant sur une série de données couvrant la période 1971-2000. En 2020, Météo-France publie une typologie des climats de la France métropolitaine dans laquelle la commune est exposée à un climat semi-continental et est dans la région climatique Lorraine, plateau de Langres, Morvan, caractérisée par un hiver rude (1,5 °C), des vents modérés et des brouillards fréquents en automne et hiver.
Pour la période 1971-2000, la température annuelle moyenne est de 9,5 °C, avec une amplitude thermique annuelle de 16,7 °C. Le cumul annuel moyen de précipitations est de 782 mm, avec 12,2 jours de précipitations en janvier et 9 jours en juillet. Pour la période 1991-2020, la température moyenne annuelle observée sur la station météorologique de Météo-France la plus proche, « Doncourt-lès-Conflans », sur la commune de Doncourt-lès-Conflans à 8 km à vol d'oiseau, est de 10,7 °C et le cumul annuel moyen de précipitations est de 710,3 mm. 
La température maximale relevée sur cette station est de 40,9 °C, atteinte le 25 juillet 2019 ; la température minimale est de −16,5 °C, atteinte le 26 décembre 2010,,.
Les paramètres climatiques de la commune ont été estimés pour le milieu du siècle (2041-2070) selon différents scénarios d'émission de gaz à effet de serre à partir des nouvelles projections climatiques de référence DRIAS-2020. Ils sont consultables sur un site dédié publié par Météo-France en novembre 2022.

## Urbanisme

### Typologie
Au 1er janvier 2024, Auboué est catégorisée petite ville, selon la nouvelle grille communale de densité à sept niveaux définie par l'Insee en 2022.
Elle appartient à l'unité urbaine de Jœuf, une agglomération inter-départementale regroupant six  communes, dont elle est une commune de la banlieue,,. Par ailleurs la commune fait partie de l'aire d'attraction de Val de Briey, dont elle est une commune du pôle principal,. Cette aire, qui regroupe 14 communes, est catégorisée dans les aires de moins de 50 000 habitants,.

### Occupation des sols
L'occupation des sols de la commune, telle qu'elle ressort de la base de données européenne d’occupation biophysique des sols Corine Land Cover (CLC), est marquée par l'importance des territoires agricoles (40,6 % en 2018), en diminution par rapport à 1990 (41,8 %). La répartition détaillée en 2018 est la suivante : 
zones urbanisées (27,7 %), terres arables (23,7 %), forêts (18,9 %), prairies (16,9 %), milieux à végétation arbustive et/ou herbacée (12,9 %). L'évolution de l’occupation des sols de la commune et de ses infrastructures peut être observée sur les différentes représentations cartographiques du territoire : la carte de Cassini (XVIIIe siècle), la carte d'état-major (1820-1866) et les cartes ou photos aériennes de l'IGN pour la période actuelle (1950 à aujourd'hui).

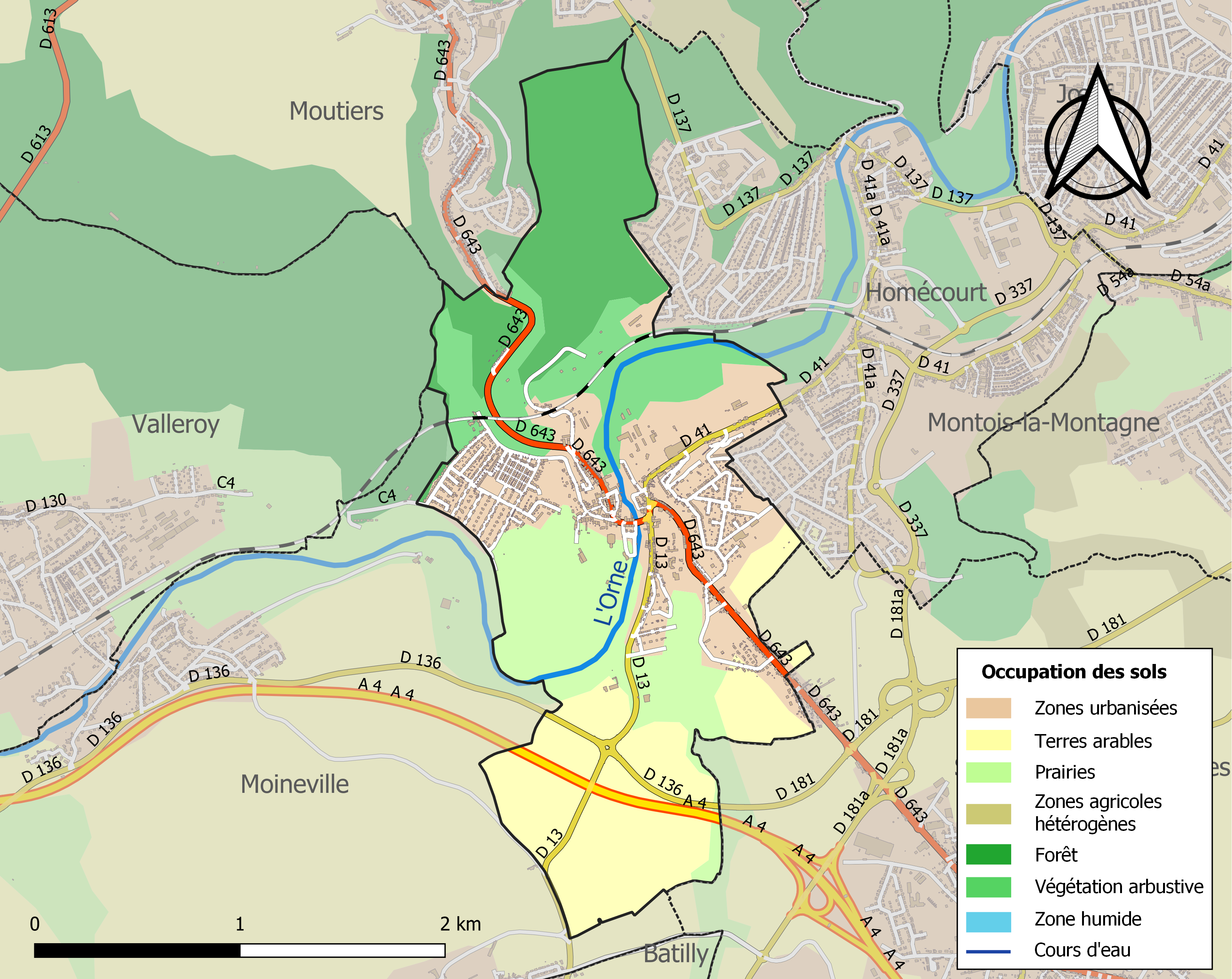
Carte des infrastructures et de l'occupation des sols de la commune en 2018 (CLC).

## Toponymie
Le nom de la localité est mentionné sous les formes Banvadus ubi cadit Amentia in Ornam (XIIe siècle) ; Aubowez (XVe siècle) ; Abbowey (XVe siècle) ; Abouwey (XVe siècle) ; Habowels (1444) ; Aubous (1456) ; Abowey (1470) ; Abowels (1490) ; Aubouwey (1503) ; Aubonwey (1513) ; Aubouez (1514) ; Aubouwoy (1519) ; Aubouey (1583) ; « Auboyez delà l’eau », « Aubouye delà l’eau », Auboye (XVIIe siècle) ; Aboué (XVIIe siècle) ; Abowé (1603) ; Auboye (1605) ; Aubouvey, Aubouué (1612) ; Abbouey (1616) ; Auboys (1635) ; « Aubouy delà l’eau » (1661) ; Abboué (1681) ; « Aubouey decà l’eau » (1689) ; Auboyé (1770).

La forme du latin médiéval Banvadus au XIIe siècle siècle, représente selon Ernest Nègre, le latin *bonum vadum « bon gué » et l'élément Au- qui n'est attesté qu'au XVe siècle dans Aubowez, résulte de l'agglutination de la préposition à à l'article défini le, d'où au. En réalité, le mot wez, wei, wey est la forme septentrionale correspondant au français gué, dont l'étymologie latine est discutée, et qui a au moins subi une influence phonétique du germanique sur l'initiale d'où w- / gu- au lieu du v- latin et qui aurait dû se conserver tel quel comme dans vado > je vais.
Au XIe siècle, un gué existait, point de passage de Metz vers les Pays-Bas, et la localité n'était qu'un petit village avec quelques maisons sur la rive droite de l'Orne.

## Histoire

### Pré-histoire
Des travaux de recherches archéologiques ont permis la découverte sur le territoire de la commune d'une occupation du Paléolithique supérieur attribuée à la culture aurignacienne (-38 000 à - 28 000 ans). Le site a livré tout un ensemble de produits de débitage associés à des outils en silex d'importation.

### Antiquité
Présence d'une importante occupation gallo-romaine (villa ?) au lieu-dit la ferme de Coinville. D'autres sites gallo-romains sont signalés sur le territoire de la commune[réf. nécessaire].

### Moyen-Âge
L'occupation d'Auboué au Haut Moyen Âge est attestée par la découverte de sépultures avec du mobilier civil et militaire.
Coinville appartient au Moyen Âge à l'abbaye Saint-Glossinde de Metz. Coinville (Comitis Villa) est attesté en 875 par une charte de Louis le Germanique.
Auboué compte 12 feux en 1335. Une forge existait sans doute dès le XIVe siècle.

### Époque moderne
Auboué et Coinville souffrent de la guerre de Trente Ans (XVIIe siècle) comme toute la région.

### Époque contemporaine
En 1817, Auboué, village de l'ancienne province du Barrois au confluent de l'Orne et du Woigot avait pour annexes la ferme de Coinville. À cette époque il y avait 288 habitants répartis dans 62 maisons.

#### Seconde Guerre Mondiale
Le 11 novembre 1941 le conseiller municipal Émile Cheminé, agriculteur, ancien combattant de la Première Guerre mondiale, alla fleurir le monument aux morts et arbora le drapeau français à la fenêtre de sa ferme. Il fut arrêté par les nazis, torturé et assassiné le 17 novembre. Cet acte de résistance fut honoré par une plaque commémorative dans la rue où se trouvait sa ferme désormais nommée "rue Émile Cheminé".

##### Les rafles de février 1942
Suite au sabotage d'installations de l'usine d'Auboué, la police française (section anti-communiste de Nancy et Renseignements Généraux de Briey) arrête 6 communistes.

#### Hommages aux victimes du nazisme
Dans le camp de concentration nazi de Buchenwald, on peut voir une plaque dédiée aux habitants de la commune d'Auboué déportés.

### Depuis 1970
En mars 1972 (plus de 250 personnes relogées et les quartiers en partie rasés) et le 14 octobre 1996 des affaissements de terrains brutaux dus à l'effondrement de galeries dans l'ancienne mine occasionnent de gros dégâts aux habitations. Quatre-vingts deux famille évacuent en catastrophe et n'habiteront plus jamais leur maison.

### Sidérurgie
En 1892 débutent les travaux de creusement du premier puits de la mine de la Société de Pont-à-Mousson. Ainsi la commune qui ressemble jusqu'alors à un village rural, va rapidement devenir une petite ville industrielle.

A l'exploitation des trois puits (1897, 1902 et 1909) s'ajoutent sur le "carré" la mise à feu de deux hauts fourneaux (capacité de 100 tonnes de fonte) et une fonderie, en 1905. Le 3e haut fourneau est mis à feu en 1911.
Pour loger les mineurs, les sidérurgistes, les fondeurs et leur famille,  des cités ouvrières sont édifiées : cité du Tunnel en 1901, cité de Coinville en 1902 et cité de Géranaux en 1906. Deux cantines sont également construites en 1906 et 1908. Le site industriel, construit à proximité des voies ferrées, comprend plusieurs bâtiments, bureaux, trois salles des machines, deux magasins industriels, trois ateliers de réparation, une conciergerie... Les matériaux de construction de l'ensemble sont en calcaire, en brique silico-calcaire, en enduit et matériaux synthétiques. Les toits à longs pans brisés sont également en matériaux synthétiques. Quant à la couverture, elle se compose de tuiles mécaniques, de verre de zinc et de ciment amiante.
En 1914, l'usine est partiellement détruite, puis reconstruite pendant le second quart du XXe siècle.
En 1960, la mine et la fonderie sont fermées, et de nombreuses installations et bâtiments détruits. Les hauts fourneaux ferment entre 1967 et 1968.

## Population et société

### Démographie
Les habitants sont appelés les Aubouésiens.

L'évolution du nombre d'habitants est connue à travers les recensements de la population effectués dans la commune depuis 1793. Pour les communes de moins de 10 000 habitants, une enquête de recensement portant sur toute la population est réalisée tous les cinq ans, les populations de référence des années intermédiaires étant quant à elles estimées par interpolation ou extrapolation. Pour la commune, le premier recensement exhaustif entrant dans le cadre du nouveau dispositif a été réalisé en 2005.

En 2022, la commune comptait 2 641 habitants, en évolution de +5,39 % par rapport à 2016 (Meurthe-et-Moselle : −0,13 %, France hors Mayotte : +2,11 %).
| 1793 | 1800 | 1806 | 1821 | 1836 | 1841 | 1861 | 1866 | 1872 |
| ---- | ---- | ---- | ---- | ---- | ---- | ---- | ---- | ---- |
| 330  | 294  | 295  | 596  | 347  | 360  | 383  | 369  | 414  |

| 1876 | 1881 | 1886 | 1891 | 1896 | 1901 | 1906  | 1911  | 1921  |
| ---- | ---- | ---- | ---- | ---- | ---- | ----- | ----- | ----- |
| 428  | 502  | 470  | 423  | 424  | 662  | 2 388 | 4 345 | 4 003 |

| 1926  | 1931  | 1936  | 1946  | 1954  | 1962  | 1968  | 1975  | 1982  |
| ----- | ----- | ----- | ----- | ----- | ----- | ----- | ----- | ----- |
| 5 022 | 5 211 | 4 369 | 4 116 | 4 659 | 4 984 | 4 934 | 4 223 | 3 604 |

| 1990  | 1999  | 2005  | 2006  | 2010  | 2015  | 2020  | 2022  | - |
| ----- | ----- | ----- | ----- | ----- | ----- | ----- | ----- | - |
| 3 192 | 2 807 | 2 702 | 2 701 | 2 589 | 2 509 | 2 669 | 2 641 | - |

## Culture locale et patrimoine

### Lieux et monuments
- Église paroissiale Saint-Jean-Baptiste, construite au XIXe siècle. Jusqu'en 1834, l'église paroissiale se trouvait à Coinville, là où subsiste le cimetière et une ferme et fut transférée à Auboué. Reconstruction d'un nouveau clocher à l'arrière en 1922-1923.
- Église de Coinville, construite avant l'an 821, démolie en 1752. Elle est remplacée par l'église abbatiale en 1758. Réédifiée en 1769, pour mettre à jour le clocher, elle disparait finalement en 1834.

### Sports
Le club de basket de la commune, le CSM Auboué a longtemps été la référence du basket lorrain dans les années 50-60, bien avant l'émergence du SLUC Nancy. En effet, le CSM a appartenu à l'élite du basket français en disputant le Championnat de France masculin de basket-ball de 1947 à 1967 avant de disparaître. Le club remporte la Coupe de France de basket-ball en 1956.

### Personnalités liées à la commune
- Jean Bertrand (1916 - 1983), député de Meurthe-et-Moselle de 1967 à 1968, né et mort à Auboué.
- Louis Devoti (1926-2020), basketteur international français, né à Auboué.
- Claude Lorenzini (1939-), né à Auboué, homme politique député de la Meuse de 1986 à 1988.

### Héraldique, logotype et devise
| Blason de Auboué | Blason  | D'argent au paysage vallonné de sinople, chargé d'un viaduc de deux arches et demie du champ, posé sur une rivière ondée d'azur mouvant de la pointe, au soleil non figuré d'or mouvant à senestre du paysage, sommé d'une croisette patriarcale de gueules. |
| Blason de Auboué | Détails | Adopté en 1998. |